# سوسمار انگشت‌شانه‌ای بسک
سوسمار انگشت‌شانه‌ای بُسک (نام علمی: Acanthodactylus boskianus) نام یک گونه از تیره لاسرتا است.